# Bookcrossing

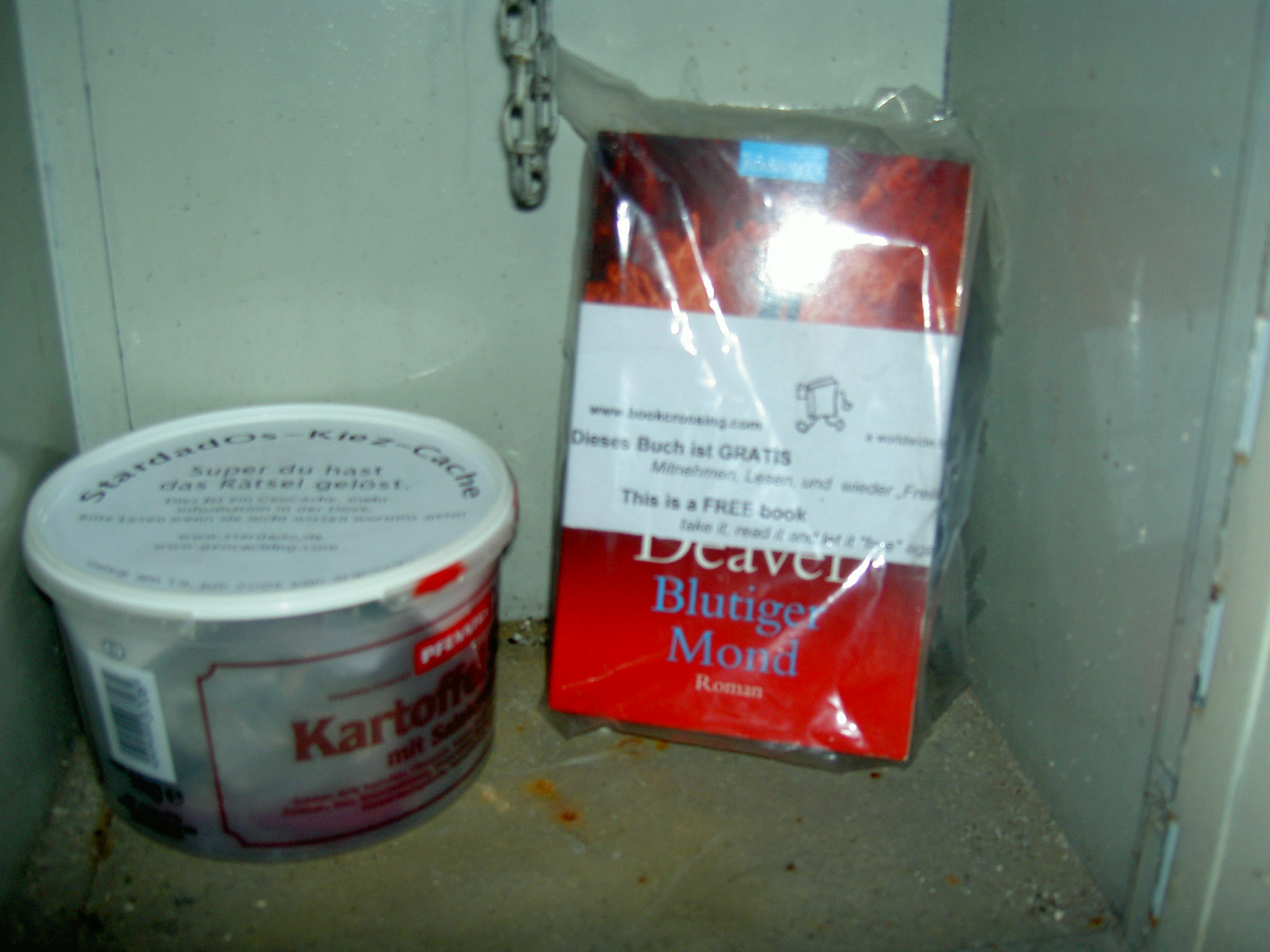
Bookcrossing und GPS-Schnitzeljagd

Bookcrossing (englisch) ist ein Projekt zur kostenlosen Weitergabe von Büchern an bekannte, in der Regel aber an unbekannte Personen. Über eine zentrale Datenbank auf der Website des Projekts kann dabei der Weg des Buches von allen vorherigen Besitzern verfolgt werden.

## Ablauf

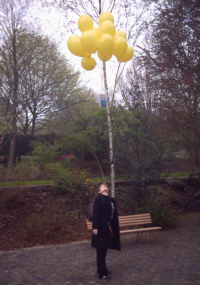
Bücher gehen mit Hilfe von Ballons auf die Reise beim Bochumer Jubiläumstreffen 2005

Jedes Buch wird, bevor es weitergegeben wird, auf der Bookcrossing-Webseite registriert und bekommt eine eigene BCID (BookCrossing-IDentitätsnummer). Gleichzeitig wird für das Buch eine eigene Internet(unter)seite angelegt, auf der der aktuelle und alle zukünftigen Besitzer ihre Kommentare zu dem Buch hinterlassen können.
Nachdem man das Buch mit einer handschriftlichen Bemerkung versehen oder ein Label eingeklebt hat, auf dem die BCID eingetragen ist, wird es an Freunde weitergegeben oder irgendwo in der Öffentlichkeit liegengelassen. Empfehlenswert sind dabei wettergeschützte Orte, da manche Bücher über längere Zeit nicht gefunden werden. In der Regel wird dieser „release“ auch noch in die Datenbank eingetragen, damit andere Bookcrosser gezielt auf die Suche nach dem Buch gehen können.
Der Finder gibt die BCID auf der Webseite ein und kann dann nach Belieben dazuschreiben, wo er das Buch gefunden und gegebenenfalls wie es ihm gefallen hat. Dieser Kommentar wird auf der Seite des Buches gespeichert und per E-Mail automatisch an denjenigen, der das Buch registriert hat, sowie alle anderen Vorbesitzer geschickt. Auf diese Weise können der Werdegang des Buches sowie die Meinungen der Leser im Internet jederzeit nachgesehen werden. Allerdings wird nicht jedes Buch gefunden; manche gelten auch jahrelang als verschwunden, bis sie doch wieder mit einem Eintrag auf der Projekt-Website auftauchen, andere tauchen nie wieder auf.
Das Registrieren von Büchern ist nur den angemeldeten Mitgliedern von Bookcrossing vorbehalten, einen Eintrag schreiben kann dagegen jeder als so genannter Anonymer Finder, sofern er die vollständige BCID kennt.
Das Profil jedes angemeldeten Benutzers zeigt das Bücherregal. Dort sind alle Bücher aufgelistet, die von dem entsprechenden Nutzer registriert wurden, sowie alle, die er gefunden oder geschickt bekommen hat. Bei jedem Buch ist ersichtlich, bei welchem Nutzer es sich gerade befindet oder ob es an einem öffentlich zugänglichen Ort zu finden ist.

## Geschichte
Bookcrossing wurde von dem Amerikaner Ron Hornbaker erfunden, der am 21. April 2001, inspiriert von Where’s George, und Phototag auf die Idee kam, Bücher „in die Freiheit zu entlassen“ und so einen freien Buchclub zu gründen.
Anfangs begeisterten sich nur wenige für die Idee, aber nach einigen Artikeln in großen US-amerikanischen und auch deutschen Zeitungen, unter anderem Der Spiegel, die tageszeitung, Rheinische Post, c’t, Stern, Frankfurter Allgemeine Zeitung und Mittelbayerische Zeitung wuchs die Bewegung. Waren 2005 noch etwa 350.000 Bookcrosser und zwei Millionen Bücher registriert, waren es zwei Jahre später schon 570.000 (darunter 38.000 in Deutschland) und 2017 über 1,8 Millionen Mitglieder mit gut 12 Millionen registrierten Büchern. Auch das Fernsehen trug, zum Beispiel mit Berichten über das Tübinger Treffen, zum Anstieg der Mitgliederzahlen bei.
In Österreich hat die Stadt Perg in Oberösterreich im April 2011 im Rahmen ihres seit sechs Jahren durchgeführten Lesemonats unter dem Motto „Perg liest“ die Idee aufgegriffen und vorerst 14 Rastplätze als offizielle Book-Crossing-Zonen für die wandernden Bücher errichtet.

## Varianten

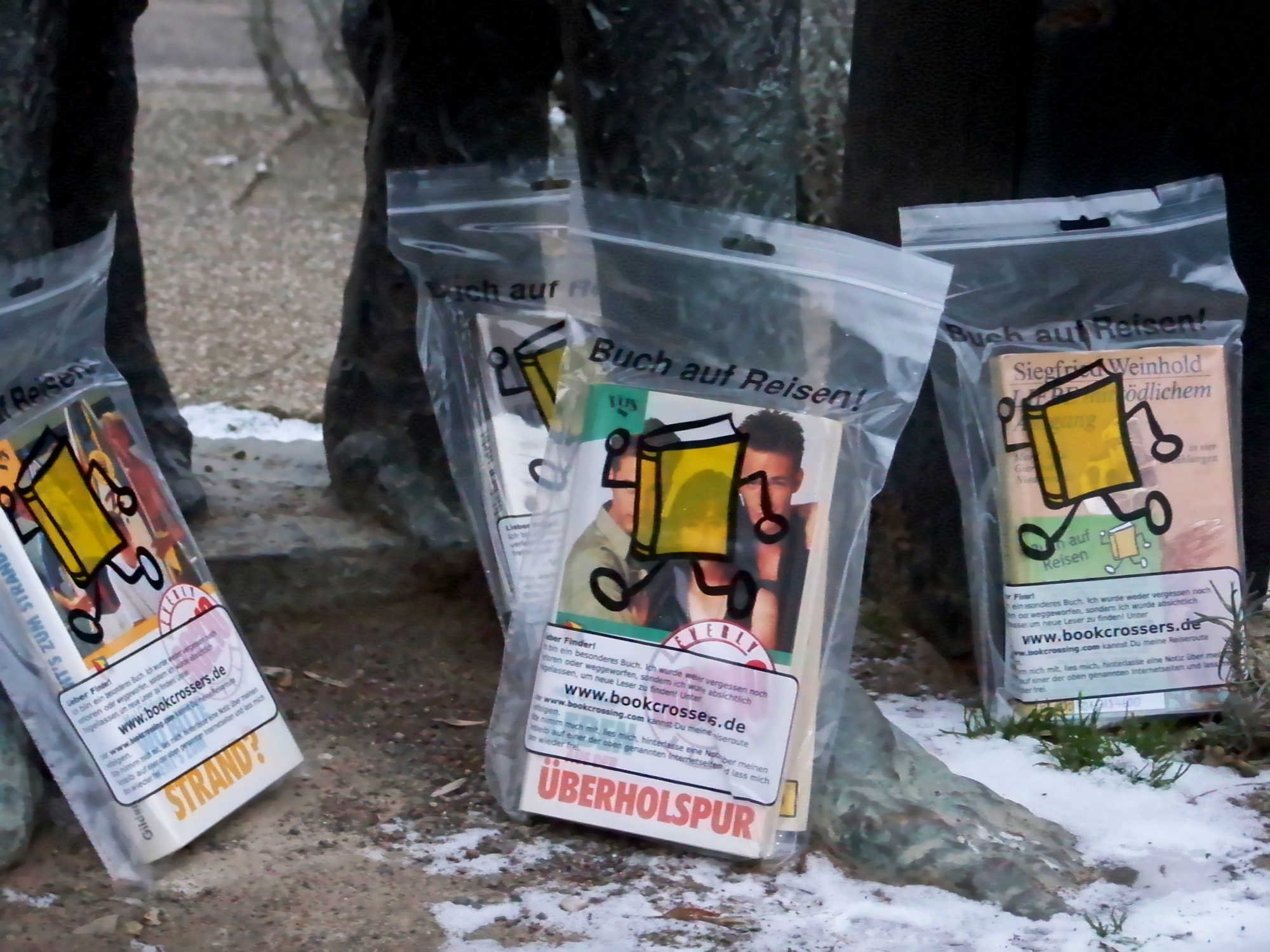
Bookcrossing in Leipzig

Mit der Zeit haben sich innerhalb und außerhalb von Bookcrossing weitere Spielarten entwickelt. Das Grundprinzip (kostenlose Weitergabe von Büchern) bleibt gleich. Jedoch wird bei einigen Varianten das Buch nicht mehr ausgewildert, sondern per Post (so genannter controlled release) weiter geschickt:
- Bei einem Bookring bietet der Initiator das Buch im Internet an und schickt es an den ersten Interessenten; dieser liest es, erfragt beim zweiten dessen Adresse und schickt es weiter. Der letzte schickt es dann wieder an seinen Ausgangspunkt zurück
- Ein Bookray funktioniert genauso, doch kann der Letzte in der Reihe nach Belieben über das Buch verfügen.
- Eine Bookbox funktioniert ebenfalls wie ein Bookring, doch wird hier ein ganzes Paket mit Büchern (meist zu einem bestimmten Thema) auf die Reise geschickt. Der Empfänger nimmt die Bücher heraus, die ihn interessieren, füllt das Paket mit anderen Büchern zum gleichen Thema wieder auf und schickt das Paket weiter. Jedes entnommene und jedes hineingelegte Buch bekommt einen eigenen Journaleintrag wie beim gewöhnlichen „Auswildern“ üblich.
- Eine Bookspiral (Buchspirale) funktioniert ähnlich wie ein Bookring oder Bookray, doch wird hier eine Buchreihe verschickt. Zunächst wird das erste Buch versandt. Wenn der erste Empfänger es ausgelesen hat und weiterschickt, wird das zweite Buch zu ihm auf die Reise gebracht und so weiter.
- Bücher mit einem speziellen Themengebiet, welches einen Zufallsfinder wahrscheinlich nicht interessieren würde, oder vergleichsweise wertvolle Bücher, die zum „Auswildern“ zu schade sind, können auch jederzeit in einem der Diskussionsforen gezielt anderen Bookcrossern angeboten werden.
- Ebenfalls weit verbreitet ist die Kombination mit Geocaching, indem bei einem größeren Cache das Buch als Tauschgegenstand hinterlegt wird.
- Ein öffentlicher Bücherschrank dient dem freien Büchertausch und der Aufbewahrung an öffentlichen Orten. Meist sind dort jedoch keine markierten Bücher zu finden.
- Eine OBCZ (Official BookCrossing Zone) entspricht einem öffentlichen Bücherschrank oder -regal, ist jedoch speziell für Bookcrossing-Bücher gedacht. Sie kann sich in einem Café oder Restaurant befinden, aber auch in den Räumlichkeiten einer größeren Bibliothek,[12] an einer Hochschule[13] oder einem anderen öffentlichen Ort. In Deutschland wurde die erste OBCZ 2003 eingerichtet.

## Deutschsprachige Aktivitäten
Auf regionaler Ebene finden regelmäßig Treffen statt (meist einmal im Monat). Ein internationales Treffen in Deutschland gab es erstmals an Pfingsten 2004 in Tübingen. Weitere deutschlandweite Treffen fanden statt:
- 2006 in Dresden
- 2010 in Essen
- 2011 in Konstanz
- 2012 in Berlin[14]
- 2013 in Leipzig
- 2014 in Nürnberg[15]
- 2015 in Bremerhaven
- 2016 in Braunschweig
- 2017 in Dessau
- 2024 in Nürnberg[16]

Das erste Treffen in Österreich fand Pfingsten 2009 in Wien statt. Weitere Treffen wurden abgehalten:
- 2010 in Gmunden
- 2011 in Gmunden und Vorchdorf
- 2012 in Hallstatt
- 2013 in Altmünster
- 2014 in Steinbach am Attersee
- 2015 in St. Gilgen (im Sommer)
- 2016 St. Gilgen (im Advent)
- 2017 in Linz

Wo und wann solche regelmäßigen Treffen stattfinden, kann auf der deutschen Support-Webseite nachgesehen werden.
Neben der offiziellen Website gibt es im deutschsprachigen Raum auch eine Supportseite und einen Blog von BC-Mitgliedern.
Wo genau in Deutschland sich OBCZ's befinden kann auf der deutschen Support-Webseite nachgesehen werden. In Stuttgart wurde ein unterstützendes Projekt gestartet, wodurch im Januar 2003 etwa 1.000 Bücher weitergegeben wurden. Die so genannte Glasbox war jedoch nur für eine Woche aufgebaut.
In Rostock initiiert das Literaturhaus Rostock jährlich einen Bücher-Befreiungstag, um auf das globale Phänomen des Bookcrossings aufmerksam zu machen. Zu diesem Anlass werden mehrere hundert Bücher in der Innenstadt verteilt und mit Info-Ständen zum Mitmachen angeregt.
Beim Corso der Lichtgestalten, einer Aktion, die auf Analphabetismus in Deutschland aufmerksam machen möchte, reiste eine Bookcrossing-Kiste mit.
Der Goldmann Verlag hat rund eintausend Bücher des Autors Marc Costello, Paranoia, ausgesetzt. Die mit einem Extra-Cover versehenen Exemplare sind allerdings nicht direkt bei Bookcrossing registriert. Der Betzel Verlag stellt jeweils ein Exemplar seiner Neuerscheinungen für einen Buchring zur Verfügung, der von einem Bookcrossing-Paten betreut wird. Mittlerweile unterstützen eine ganze Reihe von Verlagen die Bookcrossing-Aktionen. Darunter viele kleine Verlage, aber auch große Verlage wie S. Fischer oder der Weltbild Verlag.